# Lex Furia testamentaria
Lex Furia testamentaria – rzymska uchwała zgromadzenia plebejskiego podjęta na wniosek trybuna ludowego Gajusza Furiusza, która zabraniała uzyskania poprzez zapis więcej niż 1000 asów. Data uchwalenia ustawy jest nieznana, szacuje się ją na lata między 204 przed Chr. a 169 przed Chr.